# STX16
STX16 (англ. Syntaxin 16) – білок, який кодується однойменним геном, розташованим у людей на короткому плечі 20-ї хромосоми. Довжина поліпептидного ланцюга білка становить 325 амінокислот, а молекулярна маса — 37 031.
| 10         |  | 20         |  | 30         |  | 40         |  | 50         |
| ---------- |  | ---------- |  | ---------- |  | ---------- |  | ---------- |
| MATRRLTDAF |  | LLLRNNSIQN |  | RQLLAEQVSS |  | HITSSPLHSR |  | SIAAELDELA |
| DDRMALVSGI |  | SLDPEAAIGV |  | TKRPPPKWVD |  | GVDEIQYDVG |  | RIKQKMKELA |
| SLHDKHLNRP |  | TLDDSSEEEH |  | AIEITTQEIT |  | QLFHRCQRAV |  | QALPSRARAC |
| SEQEGRLLGN |  | VVASLAQALQ |  | ELSTSFRHAQ |  | SGYLKRMKNR |  | EERSQHFFDT |
| SVPLMDDGDD |  | NTLYHRGFTE |  | DQLVLVEQNT |  | LMVEEREREI |  | RQIVQSISDL |
| NEIFRDLGAM |  | IVEQGTVLDR |  | IDYNVEQSCI |  | KTEDGLKQLH |  | KAEQYQKKNR |
| KMLVILILFV |  | IIIVLIVVLV |  | GVKSR      |  |            |  |            |

A: Аланін

C: Цистеїн

D: Аспарагінова кислота

E: Глутамінова кислота

F: Фенілаланін

G: Гліцин

H: Гістидин

I: Ізолейцин

K: Лізин

L: Лейцин

M: Метіонін

N: Аспарагін

P: Пролін

Q: Глутамін

R: Аргінін

S: Серин

T: Треонін

V: Валін

W: Триптофан

Кодований геном білок за функцією належить до фосфопротеїнів. 
Задіяний у таких біологічних процесах, як транспорт, транспорт білків, альтернативний сплайсинг. 
Локалізований у цитоплазмі, мембрані, апараті гольджі.